# 十日圓硬幣
十日圓硬幣，是日本國政府發行的貨幣，又暱稱為十円玉(じゅうえんだま)。

## 概要
現在發行中的硬幣使用材質是青銅，銅、鋅與錫的合金。正面刻有「日本国」、「十円」字樣與平等院鳳凰堂的外觀圖樣，背面則刻有數字「10」、製造年份與常盤木枝的圖樣。
雖然是自1952年（昭和27年）才開始發行，但小額硬幣用量大，造幣局從發行前一年就開始製造備用，因此硬幣製造年份刻印最早的年份為昭和26年。
十日圓硬幣通常是自動販賣機等自動機械可接受的最小面額硬幣。

## 發行歷史

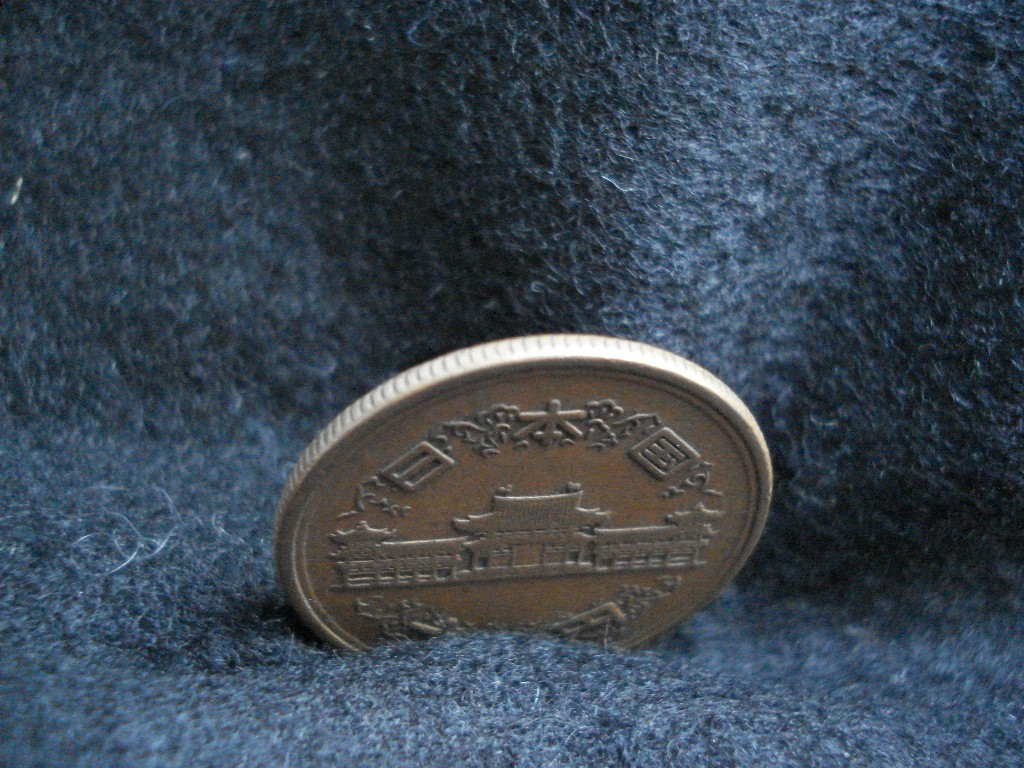
刻印十日圓青銅硬幣，1952年。

- 1871年 : 《新貨条例》頒布，舊十日圓金幣（金幣本位制）發行。
- 1897年 : 新十日圓金幣（金幣本位制）發行。
- 1950年 : 十日圓鎳銀硬幣因為韓戰爆發造成鎳價高漲而被迫種終止發行，除少部分做為資料留存用以外，已製造的約7億枚硬幣全數銷毀。
- 1952年 : 十日圓青銅硬幣發行。幣緣刻有直條刻印（刻印十）。[1]
- 1959年 : 取消幣緣刻印，改為平滑面。
- 1986年 : 部分硬幣在平等院鳳凰堂屋脊與樓梯的部分進行設計變更（1986年後期製造的硬幣、1987年的套幣組硬幣）。

## 刻印硬幣
刻印硬幣指的是在1951年（昭和26年）~1958年（昭和33年）間生產的十日圓青銅硬幣，因為特徵是幣緣刻有環繞整個硬幣的直向刻印（刻印數132條），因此又被暱稱為刻印十（ギザ十）。
幣緣刻印源於金幣時期，是為了避免有不肖份子用削薄幣緣的方式偷取黃金而設計；當幣制推進到使用青銅、鎳等其他金屬製作硬幣時，刻印則多半是作為裝飾用途。

## 鎳銀硬幣
1950年~1951年製造，材質為鎳銀合金，使用與五十日圓硬幣類似的設計，中央有孔。原定於1950年發行，但由於韓戰於同年爆發，國際鎳價大幅上場，造成硬幣本身的金屬價值遠高於面額。大藏省最後於1951年5月31日制定了「鎳使用制限規則」，以此為法源終止了發行計畫。因為同樣原因被終止發行的還有五十日圓鎳銀硬幣（停留在試作階段，未進入量產）。
終止發行後，已製造的約7億枚硬幣絕大多數都被回熔，留存的少部分除了做為資料留存用以外，也有部分給予了參與開發的大藏省與造幣局的相關人員作為紀念，因此有極少數在收藏家之間流通，因為是從未正式發行的硬幣，因此極具收藏價值。